# Хокей на зимових Олімпійських іграх 2002
Хокейний турнір серед чоловіків у рамках Зимових Олімпійських ігор у Солт-Лейк-Сіті 2002 року проходив з 9 по 24 лютого за участі 14 команд. Вісім з них брали участь у фінальному турнірі і ще шість після попереднього етапу кваліфікувалися за 9-14 місця. Вдруге в історії Олімпійських ігор для проведення Олімпіади збірними у найсильніших складах було зроблено паузу у проведенні регулярного чемпіонату НХЛ. Переможцем стала збірна Канади.

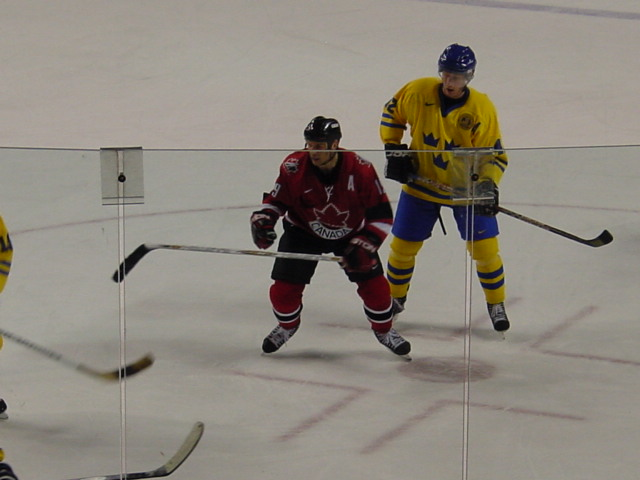
Стів Айзерман, олімпійський чемпіон 2002 у складі збірної Канади

## Попередній етап

### Група «А»
| М | Команда    | В | Н | П | ШЗ | ШП | Очк |
| - | ---------- | - | - | - | -- | -- | --- |
| 1 | ФРН        | 3 | 0 | 0 | 10 | 3  | 6   |
| 2 | Латвія     | 1 | 1 | 1 | 11 | 12 | 3   |
| 3 | Австрія    | 1 | 0 | 2 | 7  | 9  | 2   |
| 4 | Словаччина | 0 | 1 | 2 | 8  | 12 | 1   |

| Дата       | Команда    | Рахунок | Команда    |
| ---------- | ---------- | ------- | ---------- |
| 09.02.2002 | Німеччина  | 3 : 0   | Словаччина |
| 09.02.2002 | Латвія     | 4 : 2   | Австрія    |
| 10.02.2002 | Австрія    | 2 : 3   | Німеччина  |
| 10.02.2002 | Латвія     | 6 : 6   | Словаччина |
| 12.02.2002 | Словаччина | 2 : 3   | Австрія    |
| 12.02.2002 | Німеччина  | 4 : 1   | Латвія     |

### Група «B»
| М | Команда   | В | Н | П | ШЗ | ШП | Очк |
| - | --------- | - | - | - | -- | -- | --- |
| 1 | Білорусь  | 2 | 0 | 1 | 5  | 3  | 4   |
| 2 | Україна   | 2 | 0 | 1 | 9  | 5  | 4   |
| 3 | Швейцарія | 1 | 1 | 1 | 7  | 9  | 3   |
| 4 | Франція   | 0 | 1 | 2 | 6  | 10 | 1   |

| Дата       | Команда   | Рахунок | Команда   |
| ---------- | --------- | ------- | --------- |
| 09.02.2002 | Білорусь  | 1 : 0   | Україна   |
| 09.02.2002 | Швейцарія | 3 : 3   | Франція   |
| 11.02.2002 | Україна   | 5 : 2   | Швейцарія |
| 11.02.2002 | Білорусь  | 3 : 1   | Франція   |
| 12.02.2002 | Білорусь  | 1 : 2   | Швейцарія |
| 12.02.2002 | Франція   | 2 : 4   | Україна   |

На попередньому етапі вирішувалася доля двох вакантних місць основного групового турніру, до якого потрапили лише переможці груп. Головною несподіванкою стало настільки явне фіаско збірної Словаччини, яка до цього часу вже зарекомендувала себе як амбітна команда й менш ніж за два роки до олімпійського турніру встигла здобути срібло Чемпіонату світу 2000 року. Частина гравців команд, які брали участь у кваліфікації, розпочали виступ не з початку змагань, бо були задіяні у Національній Хокейній Лізі.

### Кваліфікація за 9-14 місця
За 9-те — 10-те місця
| 14 лютого 2002 20:00 | Латвія | 9 : 2 (6:0; 3:2; 0:0) | Україна | "E Center" Глядачів: 8,449 |

| | Наумов (26/24) | Голкіпери                                                        | Карпенко (5/2), Сімчук (5:20, 30/24) |  |
| Тамбієв (Бондарев) 1:33 Вітоліньш (Сорокін, Керч) 2:26 Фандуль (Матицин, Керч) 5:20 — більш Ніживій (Мацієвський) 5:56 — більш. Пантелєєв (Матицин) 18:22 Матицин, 19:11 — булліт Бондарев (Мациєвський, Ніживій) 29:31 Фандуль 30:39 Семенов (Вітоліньш, Бондарев) 59:41 |                | 31:38, Христич (Чибирєв, Гунько) 35:33 Чибирєв (Олецький, Сєров) |                                      |  |
| 6 хв. | Вилучення      | 26 хв.                                                           |                                      |  |
| 35 | Кидки          | 26                                                               |                                      |  |

За 11-те — 12-те місця
| 14 лютого 2002 | Швейцарія | 4 — 1 | Австрія |  |

|  |  |  |  |  |
|  |  |  |  |  |
|  |  |  |  |  |
|  |  |  |  |  |

За 13-те — 14-те місця
| 14 лютого 2002 | Словаччина | 7 — 1 | Франція |  |

|  |  |  |  |  |
|  |  |  |  |  |
|  |  |  |  |  |
|  |  |  |  |  |

Кваліфікація за 9-14 місця проводилась шляхом стикових ігор між командами, які посіли у групах попереднього етапу однакові місця (крім перших, які продовжили бородьбу за 1-8 місця).

## Груповий етап

### Група «C»
| М | Команда | В | Н | П | ШЗ | ШП | Очк |
| - | ------- | - | - | - | -- | -- | --- |
| 1 | Швеція  | 3 | 0 | 0 | 14 | 4  | 6   |
| 2 | Чехія   | 1 | 1 | 1 | 12 | 7  | 3   |
| 3 | Канада  | 1 | 1 | 1 | 8  | 10 | 3   |
| 4 | ФРН     | 0 | 0 | 3 | 5  | 18 | 0   |

| Дата       | Команда | Рахунок | Команда   |
| ---------- | ------- | ------- | --------- |
| 15.02.2002 | Канада  | 2 : 5   | Швеція    |
| 15.02.2002 | Чехія   | 8 : 2   | Німеччина |
| 17.02.2002 | Швеція  | 2 : 1   | Чехія     |
| 17.02.2002 | Канада  | 3 : 2   | Німеччина |
| 18.02.2002 | Чехія   | 3 : 3   | Канада    |
| 18.02.2002 | Швеція  | 7 : 1   | Німеччина |

### Група «D»
| М | Команда   | В | Н | П | ШЗ | ШП | Очк |
| - | --------- | - | - | - | -- | -- | --- |
| 1 | США       | 2 | 0 | 1 | 16 | 3  | 5   |
| 2 | Фінляндія | 2 | 0 | 1 | 11 | 8  | 4   |
| 3 | Росія     | 1 | 1 | 1 | 9  | 9  | 3   |
| 4 | Білорусь  | 0 | 0 | 3 | 6  | 22 | 0   |

| Дата       | Команда   | Рахунок | Команда   |
| ---------- | --------- | ------- | --------- |
| 14.02.2002 | Росія     | 6 : 4   | Білорусь  |
| 14.02.2002 | США       | 6 : 0   | Фінляндія |
| 15.02.2002 | США       | 2 : 2   | Росія     |
| 15.02.2002 | Фінляндія | 8 : 1   | Білорусь  |
| 18.02.2002 | США       | 8 : 1   | Білорусь  |
| 18.02.2002 | Росія     | 1 : 3   | Фінляндія |

Шість з восьми команд потрапили до групового турніру автоматично, без участі у попередньому і відбіркових етапах. Американці поїхали на олімпійський турнір під керівництвом Херба Брукса — головного тренера конанди часів «дива» зимової Олімпіади 1980 року, коли збірна США несподівано переграла команду СРСР і виграла олімпійське «золото». У збірній Росії дебютував як головний тренер В'ячеслав Фетісов, який незадовго до цього закінчив кар'єру гравця й особисто знав більшість своїх підлеглих ще як хокеїст. У цілому груповий турнір мав відносне значення, бо впливав лише на посів у плей-оф. До 1/4 виходили всі учасники групового етапу.

## Плей-оф

### Чвертьфінали
| 20 лютого 2002 11:05 | Швеція | 3 : 4 (1:2; 1:0; 1:2) | Білорусь | "E Center" Глядачів: 7,240 |

| | Сало      | Голкіпери | Мезін | Арбітри: Б.Макрірі Д.Щачт П.Блумель |
| Лідстрем (Кім Йонсон, Нюландер) 3:10 — більш. Нюландер (Сундін, Лідстрем) 30:14 — більш. Сундін 47:54 |           | 7:47 — менш. Романов (Матушкін, Калюжний) 8:33 — більш. Дудик (Ковальов, Расолько) 42:47 Ковальов 57:36 Копать (Антоненко, Бекбулатов) |       | Арбітри: Б.Макрірі Д.Щачт П.Блумель |
| 8 хв.                                                                                                 | Вилучення | 14 хв. |       | Арбітри: Б.Макрірі Д.Щачт П.Блумель |
| 47 | Кидки     | 19 |       | Арбітри: Б.Макрірі Д.Щачт П.Блумель |

| 20 лютого 2002 13:30 | Фінляндія | 1 : 2 (0:1; 1:1; 0:0) | Канада | "E Center" Глядачів: 8,599 |

|                                | Хурме     | Голкіпери                                 | Мартен Бродер | Арбітр: Ларо |
| Хагман (Калліо, Йокінен) 36:04 |           | 3:00 Сакік (Ган'є) 35:54 Айзерман (Лем'є) |               | Арбітр: Ларо |
| 2 хв.                          | Вилучення | 2 хв.                                     |               | Арбітр: Ларо |
| 19                             | Кидки     | 34                                        |               | Арбітр: Ларо |

| 20 лютого 2002 16:00 | США | 5 : 0 (1:0; 4:0; 0:0) | ФРН | "E Center" Глядачів: 8,599 |

| | Майк Ріхтер | Голкіпери | Зелігер, з 31:47 Мюллер | Арбітр: Редб'єр |
| Ренік (Рафалскі, Вейт) 13:06 — більш. Челіос 20:46 Амонті (Ренік) 29:42 Леклер (Гауслі, Модано) 30:14 Галл (Модано, Леклер) 31:47 |             |           |                         | Арбітр: Редб'єр |
| 4 хв. | Вилучення   | 33 хв.    |                         | Арбітр: Редб'єр |
| 33 | Кидки       | 28        |                         | Арбітр: Редб'єр |

| 20 лютого 2002 20:15 | Росія | 1 : 0 (0:0; 1:0; 0:0) | Чехія | «Пікс Айс Арена» Глядачів: 5,219 |

|                                                | Микола Хабібулін | Голкіпери | Домінік Гашек | Арбітр: Уолком |
| Афіногенов (Ніколішин, Малахов) 24:48 — більш. |                  |           |               | Арбітр: Уолком |
| 22 хв.                                         | Вилучення        | 6 хв.     |               | Арбітр: Уолком |
| 27                                             | Кидки            | 41        |               | Арбітр: Уолком |

### Півфінали
| 22 лютого 2002 12:00 | Канада | 7 : 1 (2:1; 2:0; 3:0) | Білорусь | "E Center" Глядачів: 8,599 |

| | Бродер    | Голкіпери   | Мезін, Шабанов з 33:28 | Арбітри: Уолком Росія Кулаков, Новак |
| Айзерман (Сакік, Блейк) 6:05 Брюер (Айзерман) 17:25 Нідермаєр (Лем'є, Карія), 22:09 — більш. Карія (Айзерман, Лем'є) 33:28 Ган'є (Пека) 45:21 — менш. Ліндрос (Сміт, Нолан) 52:24 — більш. Інігла (Шенахан) 56:15 |           | 13:24 Салей |                        | Арбітри: Уолком Росія Кулаков, Новак |
| 16 хв. | Вилучення | 14 хв.      |                        | Арбітри: Уолком Росія Кулаков, Новак |
| 51 | Кидки     | 14          |                        | Арбітри: Уолком Росія Кулаков, Новак |

| 22 лютого 2002 16:20 | Росія | 2 : 3 (0:1; 0:2; 2:0) | США | "E Center" Глядачів: 8,599 |

|                                                     | Хабібулін | Голкіпери                                                                            | Ріхтер | Арбітри: Макрірі Морі, Фінляндія Хамалайнен |
| Ковальов (Марков, Твердовський) 40:11 Малахов 43:21 |           | 15:56 — більш. Герін 27:31 — більш. Янг (Хауслі, Ліч) 37:39 — більш. Хауслі (Амонті) |        | Арбітри: Макрірі Морі, Фінляндія Хамалайнен |
| 12 хв.                                              | Вилучення | 8 хв.                                                                                |        | Арбітри: Макрірі Морі, Фінляндія Хамалайнен |
| 30                                                  | Кидки     | 49                                                                                   |        | Арбітри: Макрірі Морі, Фінляндія Хамалайнен |

### Матч за 3-є місце
| 23 лютого 2002 12:15 | Білорусь | 2 : 7 (1:2; 1:2; 0:3) | Росія | "E Center" Глядачів: 8,599 |

|                                               | Мезін, Шабанов з 11:20 | Голкіпери | Хабібулін | Арбітр: Швеція Редб'єр |
| Д.Панков (Циплаков) 9:21 Дудик (Копать) 21:15 |                        | 5:28 Ковальов (Ларіонов) 11:20 Каспарайтіс (Ларіонов, Ковальов) 23:11 — більш. Твердовський (Федоров, Яшин) 23:34 Дацюк (Кравчук) 47:47 Ковальов (Дацюк, Ларіонов) 52:30 П.Буре (Дацюк) 59:11 Афіногенов (Самсонов, Малахов) |           | Арбітр: Швеція Редб'єр |
|                                               |                        | |           | Арбітр: Швеція Редб'єр |
| 23                                            | Кидки                  | 45 |           | Арбітр: Швеція Редб'єр |

### Фінал

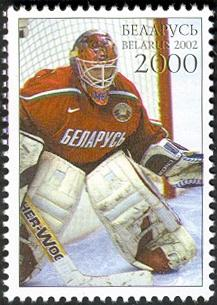
На поштовій марці: воротар збірної Білорусі Андрій Мезін, герой чвертьфіналу зі шведами.

| 24 лютого 2002 13:00 | Канада | 5 : 2 (2:1; 1:1; 2:0) | США | "E Center" Глядачів: 8,599 |

| | Бродер    | Голкіпери                                                        | Ріхтер | Арбітри: Б.Макрірі М.Цвик, А.Хямяляйнен |
| Каріа (Прогнер, Лєм'є) 14:50 Ігінла (Сакік, Ган'є) 18:33 Сакік (Жовановскі, Блейк) 38:19 — більш. Ігінла (Айзерман, Сакік) 56:01 Сакік (Ігінла) 58:40 |           | 8:49 Амонті (Уейт, Поті) 35:30 — більш. Рафальскі (Модано, Галл) |        | Арбітри: Б.Макрірі М.Цвик, А.Хямяляйнен |
| 6 хв. | Вилучення | 8 хв.                                                            |        | Арбітри: Б.Макрірі М.Цвик, А.Хямяляйнен |
| 39 | Кидки     | 33                                                               |        | Арбітри: Б.Макрірі М.Цвик, А.Хямяляйнен |

Головна сенсація турніру — проходження до півфіналу білоруської команди. До 2014 року це було найбільшим здобутком в історії збірної Білорусі з хокею. Тим більше, що в 1/4 вони здолали «зіркову» і титуловану збірну Швеції, яка найкраще з усіх команд провела груповий турнір, єдина вигравши всі матчі. Шведи програли, не зважаючи на помітну перевагу у всіх компонентах гри, у тому числі вони майже втричі переважали за кидками по воротах супротивника. Крім поєдинку Швеція — Білорусь стався ще один чвертьфінал, виграний в першу чергу за рахунок неймовірної гри воротаря: гра росіян з чехами. Завдяки шат-ауту російського воротаря Миколи Хабібуліна росіяни, не зважаючи на домінування у грі чеських хокеїстів, змогли взяти реванш за поразку у минулому олімпійському фіналі в Ногано. Результат російської «Дрім-тім» («Команди мрії», як її прозвали північноамериканські журналісти через добірний зірковий склад НХЛ-івських гравців росіян) було оцінено неоднозначно. Канадці здобули перші золоті олімпійські медалі за 50 років. Головним героєм фінального поєдинку став канадець Джо Сакік, який забив у ньому дві шайби і віддав дві результативні передачі. Склад чемпіонів Олімпіади — 2002 за участі легендарних Айзермана, Лєм'є, Бродера, Сакіка та інших вважається одним з найкращих в історії.

## Призери

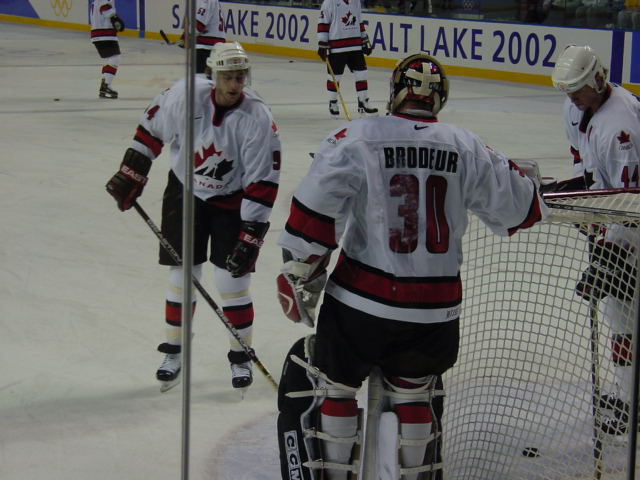
Олімпійські чемпіони 2002 у складі збірної Канади: Сміт, Бродер, Пронгер

| Золото | Срібло | Бронза |
| Канада Маріо Лем'є Ед Йовановскі Мартін Бродо Кертіс Джозеф Пол Карія Сімон Ганьє Стів Айзерман Брендан Шенаген Джером Ігінла Джо Сакік Майкл Пека Оуен Нолан Джо Нуїндайк Адам Фут Скотт Нідермаєр Теоран Флері Кріс Пронгер Ерік Брюер Роб Блейк Раєн Сміт Ед Белфор Ел Мак-Інніс Ерік Ліндрос | США Білл Герін Майк Данем Кріс Друрі Аарон Міллер Адам Дедмарш Майк Ріхтер Том Поті Скотт Янг Дуг Вейт Кіт Ткачук Кріс Челіос Тоні Амонте Філ Гауслі Майк Йорк Браєн Ролстон Том Баррассо Гері Сутер Браєн Рафалскі Джеремі Ренік Майк Модано Браєн Літч Джон Леклер Бретт Галл | Росія Борис Миронов Данило Марков Олег Твердовський Ігор Ларіонов Павло Буре Даріус Каспарайтіс Олег Кваша Олексій Жамнов Сергій Самсонов Валерій Буре Володимир Малахов Павло Дацюк Олексій Ковальов Ігор Кравчук Ілля Бризгалов Єгор Подомацький Андрій Николишин Микола Хабібулін Сергій Гончар Максим Афіногенов Ковальчук Олексій Яшин Сергій Федоров |

## Індивідуальні здобутки
Найкращі гравці
- Найкращий воротар:  Хабібулін
- Найкращий захисник:  Кріс Челіос
- Найкращий нападник:  Джо Сакік
- Найцінніший гравець:  Джо Сакік

Команда усіх зірок
- Воротар:  Майк Ріхтер
- Захисники:  Браєн Літч —  Кріс Челіос
- Нападники:  Джон Леклер —  Джо Сакік —  Матс Сундін

### Найкращі воротарі
| Гравець          | ЧНЛ    | К   | ГП | СП   | %ВК   | ША |
| ---------------- | ------ | --- | -- | ---- | ----- | -- |
| Мартін Гербер    | 157:44 | 95  | 4  | 1,52 | 95,79 | 0  |
| Майк Ріхтер      | 240:00 | 132 | 9  | 2,25 | 93,18 | 1  |
| Микола Хабібулін | 359:12 | 200 | 14 | 2,34 | 93,00 | 1  |
| Томмі Сало       | 179:03 | 92  | 7  | 2,35 | 92,39 | 0  |
| Домінік Гашек    | 239:00 | 105 | 8  | 2,01 | 92,38 | 0  |
| Мартен Бродер    | 300:00 | 109 | 9  | 1,8  | 91,74 | 0  |
| Марк Селігер     | 302:11 | 169 | 15 | 2,98 | 91,12 | 1  |
| Яні Хурме        | 179:10 | 99  | 9  | 3,01 | 90,91 | 0  |
| Костянтин Сімчук | 174:00 | 91  | 9  | 3,1  | 90,11 | 0  |
| Сергій Шабанов   | 230:05 | 130 | 14 | 3,65 | 89,23 | 1  |

ЧНЛ = часу на льоду (хвилини: секунди); КП = кидки; ГП = голів пропушено; СП = Середня кількість пропущених шайб; %ВК = відбитих кидків (у %); ША = шатаути

### Бомбардири
Список найкращих гравців, сортованих за очками. Список розширений, оскільки деякі гравці набрали рівну кількість очок.
І = проведено ігор; Г = голи; П = передачі; Очк. = очки; +/− = плюс/мінус; Ш = штрафні хвилини;
| Гравець         | І | Г | П | Очк. | +/- | Ш |
| --------------- | - | - | - | ---- | --- | - |
| Матс Сундін     | 4 | 5 | 4 | 9    | -   | - |
| Бретт Галл      | 6 | 3 | 5 | 8    | -   | - |
| Джон Леклер     | 6 | 6 | 1 | 7    | -   | - |
| Джо Сакік       | 6 | 4 | 3 | 7    | -   | - |
| Маріан Госса    | 2 | 4 | 2 | 6    | -   | - |
| Жан-Жак Ешліман | 4 | 3 | 3 | 6    | -   | - |
| Філіпп Бозон    | 4 | 3 | 3 | 6    | -   | - |
| Леонард Соккіо  | 7 | 3 | 3 | 6    | -   | - |
| Маріо Лем'є     | 5 | 2 | 4 | 6    | -   | - |
| Стів Айзерман   | 6 | 2 | 4 | 6    | -   | - |
| Ніклас Лідстрем | 4 | 1 | 5 | 6    | -   | - |
| Майк Модано     | 6 | 0 | 6 | 6    | -   | - |

Найкращий снайпер турніру —  Джон Леклер (6)

### Найкращі за виграними вкиданнями
І = проведено ігор; Всього = кількість вкидань; В = виграв; П. = програв; % = відсоток виграних;
| Гравець        | І | Всього | В  | П  | %     |
| -------------- | - | ------ | -- | -- | ----- |
| Оуен Нолан     | 6 | 24     | 19 | 5  | 79,17 |
| Сенді Жанін    | 4 | 77     | 44 | 23 | 70,13 |
| Дмитро Христич | 2 | 25     | 17 | 8  | 68,0  |
| Матс Сундін    | 4 | 88     | 59 | 29 | 67,05 |
| Ігор Ларіонов  | 6 | 54     | 33 | 21 | 61,11 |

## Збірна України на турнірі
Зимові Олімпійські ігри 2002 року — перший і до цього часу єдиний олімпійський турнір, у якому брала участь хокейна збірна України. За підсумками турніру вона зайняла десяте місце.
На першому етапі кваліфікації збірна України здолала команди Литви та Естонії і, таким чином, вийшла з групи, не зважаючи на поразку від збірної Казахстану . Другий етап українці здолали завдяки перемозі над збірною Норвегії (5:1) і нічийним результатом з білорусами. Гру зі збірною Німеччини було програно (1:3), та цього вистачило для здобуття прохідного 3-го місця в групі.
Незважаючи на перемоги в двох інших іграх попереднього етапу, до вісімки найкращих збірна України не ввійшла через поразку у стартовому матчі проти білорусів (хоч і отримала однакову з ними кількість очок та кращу різницю закинутих — пропущених шайб). На початку попереднього етапу збірна грала в неоптимальному складі. НХЛівці Христич і Варламов змогли приєднатися до команди лише перед останнім груповим матчем, а Федотенко — лише на гру із Латвією (що не вберегло від нищівної поразки в останній грі). Українець Сергій Климентьєв став найкращим захисником попереднього етапу олімпіади.
Статистика гравців збірної України на Олімпійському турнірі (Г — забиті голи, П — гольові передачі, О — набрані очки за системою гол+пас) :
| Воротарі | Воротарі          | Воротарі       | Воротарі | Воротарі | Воротарі | Воротарі |
| #        | Гравець           | Клуб           | Ігор     | Г        | П        | О        |
| -------- | ----------------- | -------------- | -------- | -------- | -------- | -------- |
| 1        | Костянтин Сімчук  | «Спартак»      | 3        | -9       | -        | 0        |
| 20       | Ігор Карпенко     | «Металлург» Мг | 3        | -5       | -        | 0        |
| 22       | Олександр Федоров | «Беркут»       | -        | -        | -        | -        |

| Захисники | Захисники           | Захисники      | Захисники | Захисники | Захисники | Захисники |
| #         | Гравець             | Клуб           | Ігор      | Г         | П         | О         |
| --------- | ------------------- | -------------- | --------- | --------- | --------- | --------- |
| 2         | Юрій Гунько         | ЦСКА           | 4         | 0         | 1         | 1         |
| 3         | Сергій Климентьєв   | «Металлург» Мг | 4         | 0         | 1         | 1         |
| 6         | Андрій Срюбко       | «Сіракьюз»     | 4         | 0         | 1         | 1         |
| 12        | Дмитро Толкунов     | «Норфолк»      | 4         | 0         | 0         | 0         |
| 14        | Валерій Ширяєв      | «Ла Шо-де-Фон» | 4         | 0         | 2         | 2         |
| 29        | В'ячеслав Тимченко  | «Вайсвассер»   | 4         | 0         | 0         | 0         |
| 30        | В'ячеслав Завальнюк | СКА            | 4         | 0         | 0         | 0         |

| Нападники | Нападники              | Нападники            | Нападники | Нападники | Нападники | Нападники |
| #         | Гравець                | Клуб                 | Ігор      | Г         | П         | О         |
| --------- | ---------------------- | -------------------- | --------- | --------- | --------- | --------- |
| 7         | Василь Бобровников     | «Сокіл»              | 4         | 0         | 1         | 1         |
| 8         | Дмитро Христич         | «Вашингтон Кепіталс» | 2         | 2         | 0         | 2         |
| 9         | Вадим Сливченко        | «Франкфурт»          | 4         | 0         | 0         | 0         |
| 10        | Вадим Шахрайчук        | «Авангард»           | 4         | 2         | 0         | 2         |
| 11        | Руслан Федотенко       | «Філадельфія Флаєрс» | 1         | 1         | 0         | 1         |
| 15        | Віталій Литвиненко     | «Лада»               | 4         | 0         | 1         | 1         |
| 16        | Ігор Чибирєв           | «Ганновер»           | 4         | 2         | 1         | 3         |
| 17        | Сергій Варламов        | «Сент-Луїс Блюз»     | 2         | 1         | 0         | 1         |
| 21        | Валентин Олецький      | «Фюссен»             | 4         | 2         | 1         | 3         |
| 23        | Роман Сальников        | «Крила Рад»          | 4         | 0         | 3         | 3         |
| 24        | Владислав Сєров        | «Грінсборо»          | 4         | 0         | 1         | 1         |
| 25        | Богдан Савенко         | «Спартак»            | 4         | 0         | 1         | 1         |
| 26        | Олексій Понікаровський | «Сент-Джонс»         | 4         | 1         | 1         | 2         |

Головний тренер: Анатолій Богданов

## Жіночий турнір

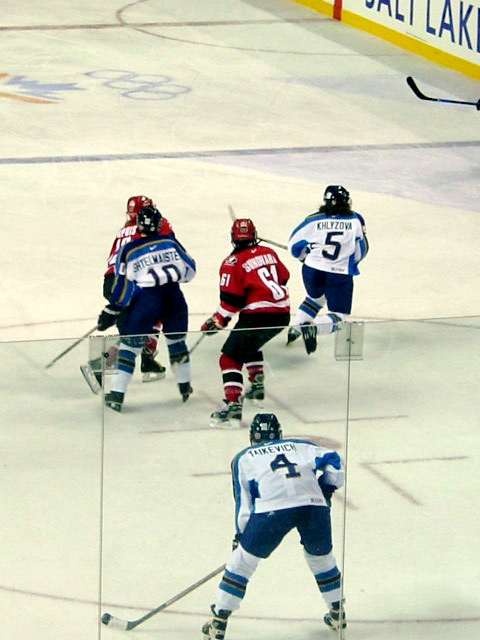
Фрагмент гри канадських олімпійських чемпіонок проти збірної Казахстану

Жіночий турнір проходив з 11 по 21 лютого. Це були другі змагання між жіночими хокейними командами в історії Олімпійських ігор (вперше у 1998-му в Нагано). У ньому брали участь збірні команди Канади, Швеції, Росії, Казахстану, США, Фінляндії, Німеччини і Китаю. Німецькі, російські і казахські хокеїстки брали участь у Олімпійських іграх вперше. Команди було поділено на дві групи по чотири в кожній. По дві найкращих команди з кожної групи виходили до півфіналу. Треті місця та четверті місця груп грали між собою альтернативні півфінали, переможці яких грали між собою за 5-е місце, переможені — за сьоме. Після півфіналів нагороди розігрувалися у фіналі та грі за бронзові медалі (3-є місце). Турнір підтвердив традиційне домінування північноамериканських хокеїсток. До фіналу пройшли ті самі команди, що і на минулих олімпійських іграх, а також всіх проведених до того часу чемпіонатах світу. Переможцем вдруге стала збірна Канади, яка у фіналі здолала команду США з рахунком 5:2. Бронзові нагороди здобули шведки, які у грі за третє місце з рахунком 2:1 перемогли хокеїсток з Фінляндії.
|   | Канада    |
|   | США       |
|   | Швеція    |
| 4 | Фінляндія |
| 5 | Росія     |
| 6 | Німеччина |
| 7 | Китай     |
| 8 | Казахстан |

Найбільше шайб на жіночому турнірі забила Гейлі Вікенгайзер з Канади (7). Найкращою асистенткою (7 гольових передач) стала її землячка Даніель Гуєт. Разом з американкою Кемі Гранато вони очолили список найкращих бомбардирів (по 10 очок за системою гол+пас у кожної). Найкращою серед воротарів, які відіграли більше двох ігор, за показниками надійності стала американка Сара Декоста — в середньому по 1 пропущеній шайбі за гру і майже 95 % відкинутих кидків.